# La Tembladora de Camellones
La Tembladora de Camellones es una localidad del estado mexicano de Durango. Es parte del municipio de Canelas.

## Demografía
| Gráfica de evolución demográfica |
|                                  |

| Censo | Población |
| ----- | --------- |
| 1900  | 9         |
| 1910  | 149       |
| 1921  | —         |
| 1930  | 15        |
| 1940  | 8         |
| 1950  | 31        |
| 1960  | 100       |
| 1970  | 71        |
| 1980  | 182       |
| 1990  | 213       |
| 2000  | 178       |
| 2010  | 202       |
| 2020  | 253       |